# Szpinek
Szpinek – część wsi Budy w Polsce, położona w województwie świętokrzyskim, w powiecie koneckim, w gminie Fałków.
Sołectwo dla Szpinek znajduje się we wsi Budy.
W latach 1975–1998 Szpinek należała administracyjnie do województwa piotrkowskiego.